# Nikon Coolpix 995
Le Nikon Coolpix 995 est un appareil photographique numérique de type compact fabriqué par Nikon, de la série Nikon Coolpix et commercialisé en avril 2001.

## Description
Le 995 est un appareil avec un corps sur pivot aux dimensions de 13,7 × 8,1 × 4,1 cm, une définition de 3,2 mégapixels et un zoom optique de 4x. Sa particularité lui permet d'orienter l'objectif indépendamment du corps suivant les besoins de la prise de vue et de prendre des photos inédites. 

Sa portée minimum de la mise au point est de 30 cm ramenée à 2 cm en mode macro.

L’ajustement de l'exposition est possible dans une fourchette de ±2.0 par paliers de 0,33 EV.

La balance des blancs se fait de manière automatique, mais également semi-manuel avec 5 options préréglées (ensoleillé, lumière incandescent, nuageux, éclair et tubes fluorescents).

La fonction "BSS" (Best Shot Selector) sélectionne parmi dix prises de vues successives, l'image la mieux exposée et l'enregistre automatiquement.

Son flash rétractable a une portée effective de 10 m et dispose de la fonction atténuation des yeux rouges.

Sa production est maintenant arrêtée. Il a été remplacé par le Coolpix 4500.

## Caractéristiques
- Capteur CCD 1/1,8 pouce : définition : 3,34 millions de pixels - effective : 3,2 millions de pixels
- Zoom optique : 4x, numérique : 4x
  - Distance focale équivalence 35 mm : 38-152 mm
  - Ouverture maximale de l'objectif : F/2,6-F/5,1 (minimale F/11)
- AF 5 Zones (Centre, Haut, Bas, Gauche, Droite), ou une sélection parmi les 5 au choix.
- Vitesse d'obturation : 8 à 1/2300 de seconde (en mode P), 8 à 1/2000 en mode S, 60 s max en mode M.
- Sensibilité : auto et manuel 100 - 200 - 400 et 800 ISO
- Mode de mesure : matricielle à 256 segments, pondérée centrale, spot, spot AF.
- Plage d'exposition de : -2.2 a +17,0 EV (W) équivalent à 100 Iso
- Stockage : CompactFlash type I et II - pas de mémoire interne
- Définition image maximum : 2048 × 1536 au format JPEG (Exif) et TIFF
- Autres définitions image : 640 × 480 - 1024 × 768 - 1280 × 960 - 1600 × 1200 - 2048 × 1360.

3 niveaux de compression en JPEG : Fine, Normal, Basic. "HI" est réservé au TIFF
Il est aussi possible grâce à un petit programme de passer en "RAW" voir cette page en anglais ()
Dans ce cas, la définition est celle "Native" du capteur (2048 × 1536)
Un correcteur des "pixels morts" existe aussi à cette adresse, testé avec succès sur 995 firmw v1.7
- Définition vidéo : 320×240 à 30 images par seconde au format QuickTime sans audio,

30 s max à 30 images par seconde ou 40 secondes max à 15 images par seconde
- Connectique : USB, sortie vidéo composite (phono RCA)
- Écran LCD de 1,8 pouce - matrice active TFT de 110 000 pixels
- Batterie propriétaire rechargeable lithium-ion type EN-EL1
- Poids : 410 g sans accessoires (batterie et carte mémoire) - 454 g avec batteries
- Finition : noir